# Стационе ди Фазано (Бриндизи)
Стационе ди Фазано (итал. Stazione di Fasano) је насеље у Италији у округу Бриндизи, региону Апулија.
Према процени из 2011. у насељу је живело 569 становника. Насеље се налази на надморској висини од 69 м.